# Rocca del Colle (Alpi Cozie)
La Rocca del Colle (2.063 m s.l.m.) è una montagna delle Alpi del Monginevro nelle Alpi Cozie. Si trova in Piemonte, nella Città metropolitana di Torino.

## Caratteristiche

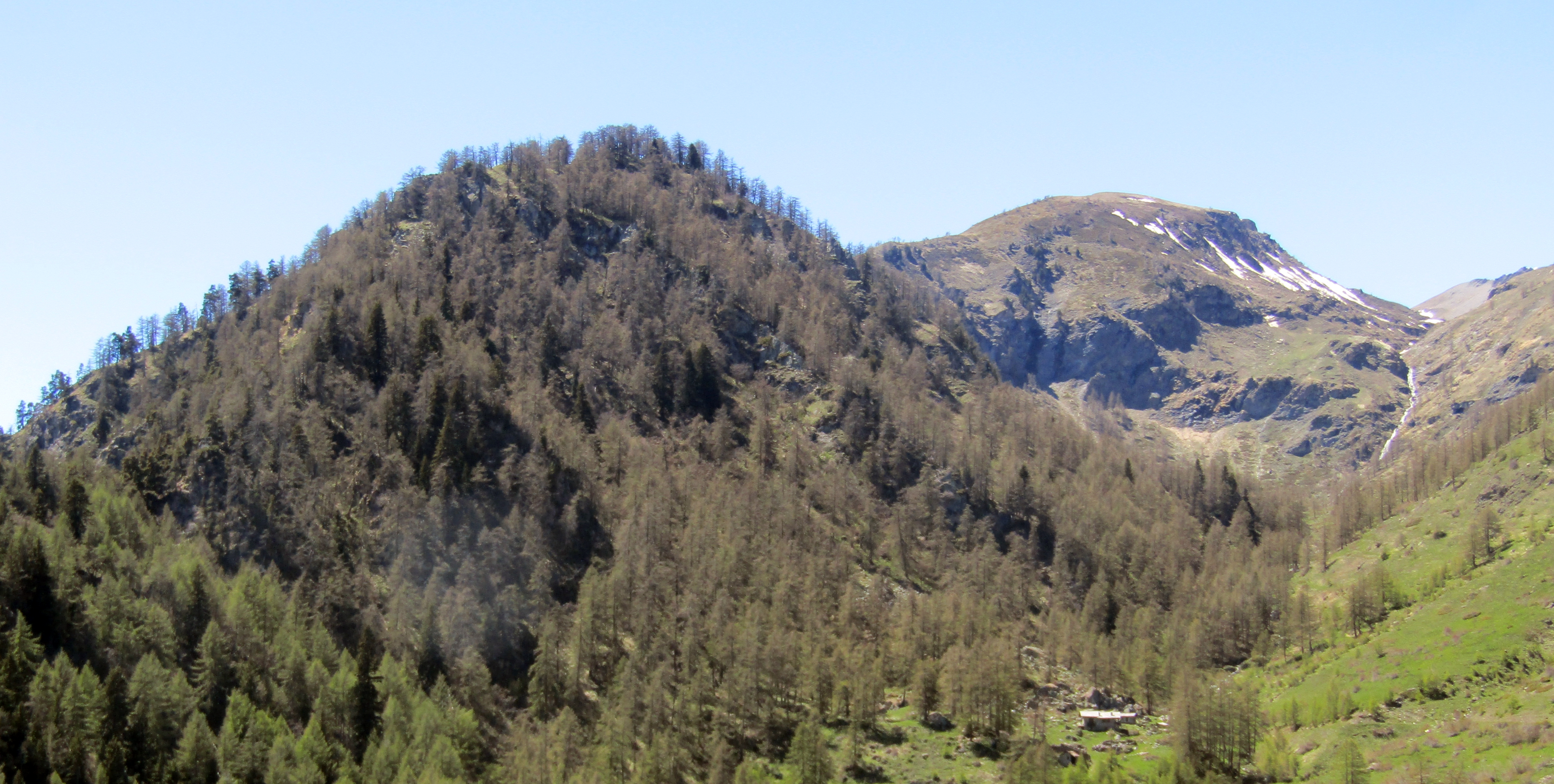
La Rocca del colle e, a destra, il Gran Cerogne

La montagna è collocata lungo la linea di cresta che chiude a sud-ovest un vallone laterale della val Chisone, quello di Cerogne, dove sorge l'omonima borgata di Cerogne, parzialmente abbandonata e non raggiunta da strade asfaltate. Un colletto a quota 2035 m la divide verso nord-ovest dal Gran Cerogne, mentre il crinale si esaurisce a sud-est sul fondo della Val Chisone. La Rocca del Colle è ammantata da fitti boschi, dai quali emergono nella sua zona culminante tre dentini rocciosi; su quello centrale si trova una croce di vetta sostenuta da un pilastrino in pietrame. La prominenza topografica della Rocca del Colle è di 48  metri.

## Accesso alla vetta

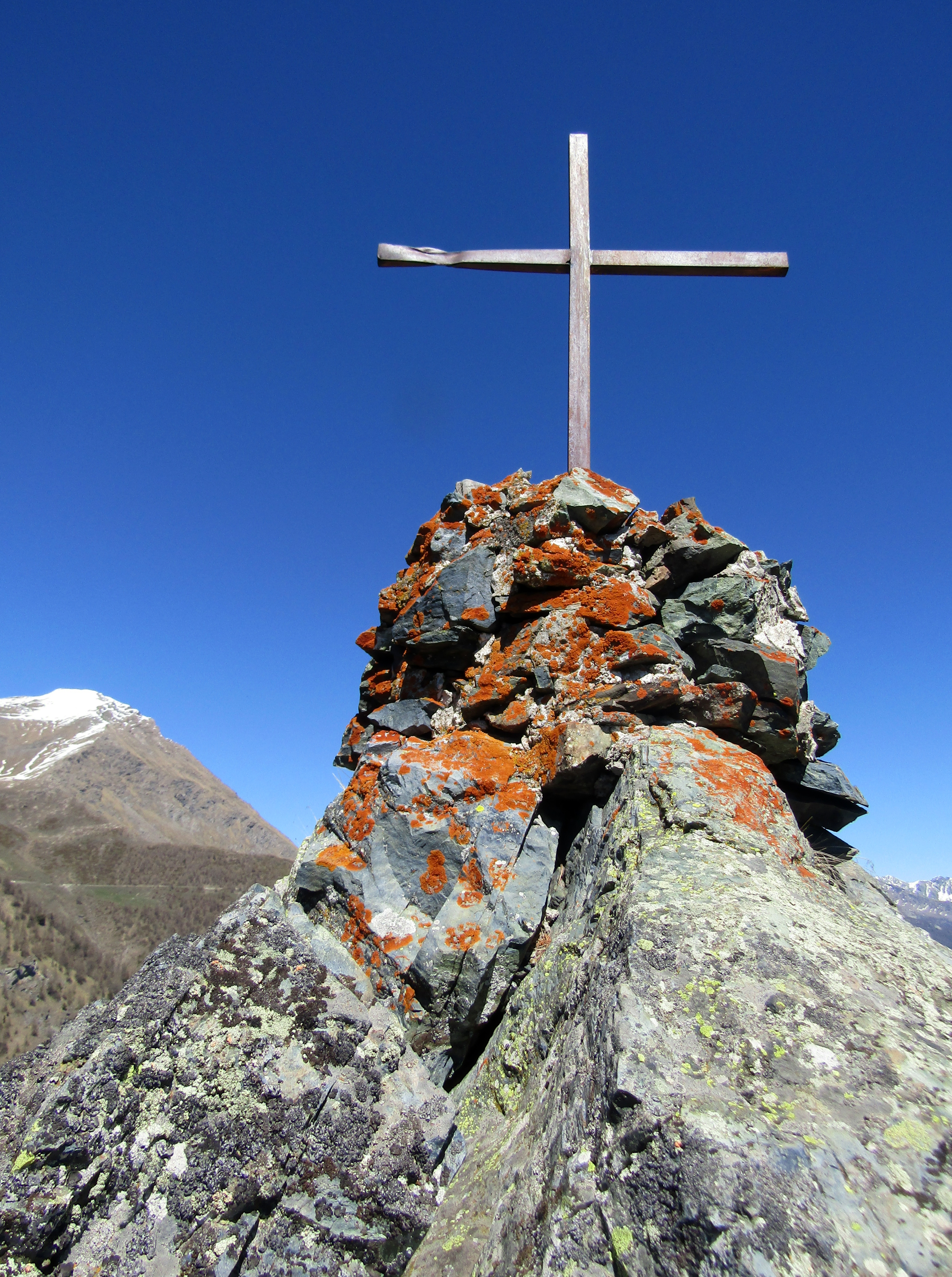
La croce di vetta

È possibile salire sulla montagna percorrendone il crinale occidentale a partire dal colletto a quota 2035 m, raggiunto da un sentiero segnato. Fino alla base della croce si tratta di un percorso escursionistico facile, di difficoltà escursionistica E, mentre per salire sulla vera e propria cima occorre aiutarsi con le mani ed effettuare una brevissima arrampicata.